# Gaspare Broglio
Gaspare Broglio (Siena, c. 1407 – Rimini, después del 16 de octubre de 1483) fue un cronista, militar y diplomático italiano del siglo XV, conocido por su lealtad a Segismundo Pandolfo Malatesta y por su Crónica malatestiana, una fuente importante sobre la historia de Rimini y la Italia renacentista.
Hijo de Angelo Broglio (Tartaglia da Lavello), fue formado en humanidades y en el arte militar bajo la protección del cardenal Giovanni Vitelleschi. Tras servir a varios señores, entre ellos Francesco Sforza, se unió en 1443 a Sigesmondo Pandolfo Malatesta, a quien sirvió durante décadas como capitán, consejero y embajador.
Participó en misiones diplomáticas ante el papado, Venecia, Siena y el Reino de Nápoles. Luchó en diversas campañas militares, incluida una expedición en defensa de Ragusa en 1451. Intentó sostener el poder de los Malatesta frente a las ofensivas papales y aragonesas, sin éxito definitivo.
Tras la muerte de Sigesmondo en 1468, se retiró de la vida pública y se dedicó a escribir su crónica, que ofrece una visión valiosa, aunque parcial, de los acontecimientos de su tiempo. Murió en Rimini después de 1483.